# South Staffordshire
South Staffordshire – dystrykt w hrabstwie Staffordshire w Anglii. W 2011 roku dystrykt liczył 108 131 mieszkańców.

## Miasta
- Penkridge

## Inne miejscowości
Acton Trussell, Ashwood, Bilbrook, Bishops Wood, Blymhill, Bobbington, Bratch, Brewood, Brewood and Coven, Cheslyn Hay, Codsall, Coven, Enville, Essington, Featherstone, Four Ashes (Brewood and Coven), Four Ashes (Enville), Gailey, Gospel End, Great Wyrley, Greensforge, Himley, Huntington, Kinver, Landywood, Lapley, Lower Penn, Newtown, Orslow, Orton, Pattingham, Perton, Saredon, Seisdon, Swindon, Trysull, Weston-under-Lizard, Wheaton Aston, Wombourne.